# 傳真

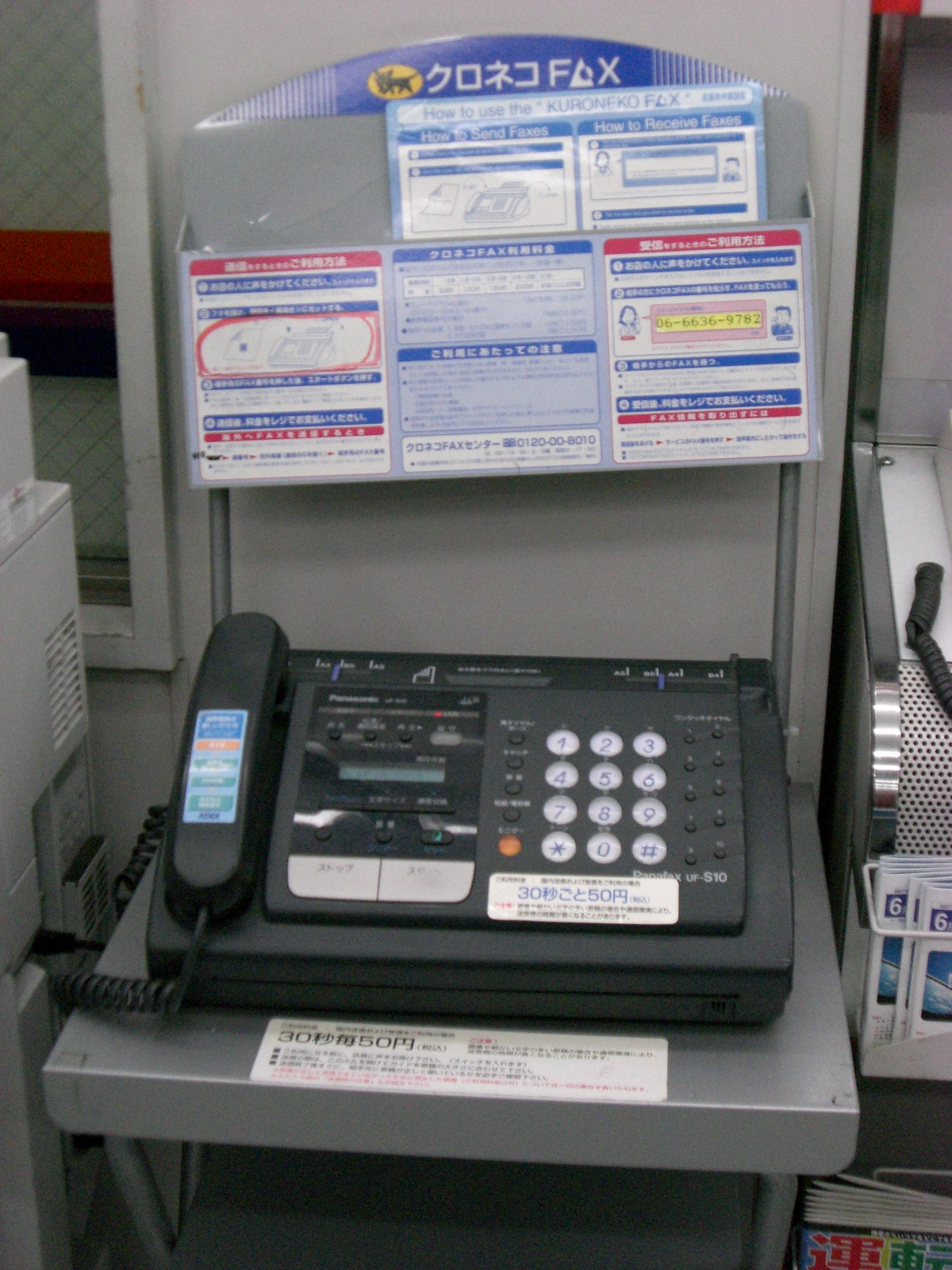
常見的家用傳真機

傳真（英語：Fax，全名称为，源自拉丁文，意为“製造相似”）是一種用以傳送文件複印本的電訊技術；而傳真機就是負責傳送這些文件的機器。隨著時代的演進，傳真的使用率持續減少。

## 歷史
1843年，亞歷山大·班恩取得機械式傳真機專利，他以其對電子時鐘鐘擺的知識製作了第一個由前至後逐行掃瞄機制。
1861年，第一部傳真機Pantelegraph由Giovanni Caselli公司出售，當時電話尚未正式被發明。
1924年，理查·蘭傑發明无线电传真。
1929年，魯道夫·海爾發明的海爾抄寫機取得專利，是當時機械影像掃瞄及傳送的先驅。早期的傳真機採用氨水來作顯影液，到後期才出現才用特別熱感紙的傳真機。
1985年，漢克·馬努斯基創辦的GammaLink公司推出用在个人电脑的GammaFax傳真擴充卡。
現在的傳真機大多數都採用噴墨或镭射列印。

## 概覽
傳真機其實是影像掃描器、數據機及電腦打印機的一種合體，掃瞄器把文件的內容轉化成數碼影像，數據機則把影像資料透過電話線傳送，在另一端的打印機則把影像變成原文件的複印本。
現代傳真技術要到1970年代中期，當以上三種技術皆有足夠進展及合理成本後才進入實用階段。傳真機首先在日本流行，因它比其他例如电传打印机等類似技術有明顯優勢。當時由於未有易用的輸入法工具，手寫漢字比鍵盤輸入文字來得更方便。傳真機的成本逐漸降低，到1980年代中期，傳真機已在全世界流行起來。

### 功能
傳真機使用黑白（bitonal）模式，以100x200或200x200dpi的解像度，每分鐘約可傳送一頁或以上的印刷或手寫文件。傳送速率為14.4kbit/s（千比特每秒）或更高，傳真機支援由2400bit/s起的速率，這種傳送影像格式稱為ITU-T（前稱CCITT）fax group 3或4。
最基本的傳真模式只可傳送黑白影像，A4大小的原件以每行1728像素及每頁1145行掃瞄，所得的資料將以專為手寫文字優化的哈夫曼編碼技術壓縮，可達到1/20的壓縮率。以9600 bit/s的速率，每頁1728×1145 bits，平均1頁需要10秒作傳送，相比下未經壓縮的資料則需要3分鐘作傳送。壓縮技術採用哈夫曼codebook把每條掃瞄線中黑與白的長度編碼，亦由於兩條相鄰的掃瞄線通常十分相似，因此只把有分別之處編碼以節省頻寬。
用以傳送傳真的編碼技術有：改良哈夫曼編碼（Modified Huffman，MH编码）、Modified READ（MR，亦被稱為CCITT Group 3 fax encoding或CCITT T.4）及Modified Modified READ（MMR，亦被稱為CCITT Group 4 fax encoding或CCITT T.6）。
有多種傳真標準（fax classes），包括Class 1、Class 2及Intel CAS.
傳真機採用多種電話線調製技術，在數據機接通時的握手（handshaking）決定，傳真機會使用雙方皆支持的最高傳送速度，通常最低為14.4 kbit/s。
| ITU標準 | 公佈日期 | 傳送速率（bit/s）        | 編碼方法 |
| ------- | -------- | ------------------------ | -------- |
| V.27    | 1988     | 4800, 2400               | PSK      |
| V.29    | 1988     | 9600, 7200, 4800         | QAM      |
| V.17    | 1991     | 14400, 12000, 9600, 7200 | TCM      |
| V.34    | 1994     | 28800                    | QAM      |

1970年代至1990年代的傳真機通常採用熱感打印（thermal printer）技術，但自1990年代中期開始，漸漸轉為以熱傳打印（thermal transfer）及噴墨打印技術為主流。
噴墨打印的其中一個優點，是可以合理價格印製出彩色文件，因此，不少噴墨打印傳真機都聲稱具有彩色傳真功能。彩色傳真已經有名為ITU-T30e的標準，但這種技術仍未被廣泛支援，而大部份彩色傳真機只可與同一品牌的傳真機傳送彩色文件。

### 代替品
傳真機的現代代替品就是透過電子郵件把電腦影像檔案以附件方式傳送。如此便可傳送彩色影像，並可享有更高解像度。
如下圖的網路傳真則是較複雜的轉換技術，它可以把電腦發出的文字檔或掃描圖片檔透過網路上傳至一個特殊伺服器，該伺服器可以把檔案跨接傳送到電話線訊號進入一般傳統傳真機的收訊方；本科技的發明在於電腦普及化的過程中還是有一些老公司沒有電腦，或是老一輩的員工不習慣使用電腦，所以需要把電子郵件和傳真訊號做雙向轉換，以使雙方均能交流。
已有不少研究讓接收一方可更有效率地處理接收到的傳真，現在的數碼儲存遠比1970年代廉宜，但垃圾傳真則成為常見問題，也造成不少紙張浪費。一些較昂貴的通訊伺服器不會立即把接收到的傳真印出，而會把傳真集合至一個信箱，並以其他方法儲存及轉發，例如電子郵件或話音郵件，參看統一訊息（Unified Messaging）。

## 外部連結
- 甚麼是傳真及傳真的歷史 （页面存档备份，存于）（英文）
- FAQ:怎樣由互聯網發送傳真? （页面存档备份，存于）（英文）
- 傳真機之死!（英文）
- 網絡傳真技術（英文）
- GFI FAXmaker for Exchange/SMTP （页面存档备份，存于） Commercial network fax server for Exchange/SMTP
- Hylafax （页面存档备份，存于）免費，開放源碼網絡傳真伺服器
- 傳真書籍及其他數碼作品-來自喬治亞大學圖書館（英文）